# Réo
Pour les articles ayant des titres homophones, voir Réau et Réaux.
Cet article concerne la ville chef-lieu. Pour le département et la commune urbaine, voir Réo (département).
Réo est une ville du département et la commune urbaine de Réo, dont elle est le chef-lieu, située dans la province du Sanguié et la région du Centre-Ouest au Burkina Faso. Ses habitants, au nombre de 28 694 en 2006, sont appelés les Réolais.

## Géographie
Réo, capitale de la province du Sanguié, se trouve à une quinzaine de kilomètres au nord-ouest de Koudougou.

## Démographie
| 2003   | 2006   | 2012 |
| ------ | ------ | ---- |
| 24 465 | 28 494 | -    |

La ville est divisée en neuf secteurs dont les populations en 2006 sont :
- Secteur 1 : 3 074 habitants
- Secteur 2 : 2 458 habitants
- Secteur 3 : 2 460 habitants
- Secteur 4 : 2 747 habitants
- Secteur 5 : 1 797 habitants
- Secteur 6 : 1 731 habitants
- Secteur 7 : 1 609 habitants
- Secteur 8 : 4 583 habitants
- Secteur 9 : 8 235 habitants

Les Gourounsi sont majoritaires dans cette ville et les langues les plus employées sont le lyélé et les langues gourounsi.

## Administration

### Jumelages et accords de coopération
Réo est jumelée depuis 2015 avec Morlaix, une commune française du Finistère en Bretagne.

## Économie
Toutes les trois semaines se déroule le « 21 de Réo » aux alentours du marché. Les maquis font le plein de clients qui viennent des alentours pour animer la ville.

## Transports
La ville s'est développée le long de la route nationale 21.

## Santé et éducation
Réo accueille deux centres de santé et de promotion sociale (CSPS), l'un dans le secteur 4, l'autre dans le secteur 9 ainsi que le centre médical avec antenne chirurgicale (CMA) de la province.

## Vie culturelle

### Personnalités liées à la commune
- Edasso Rodrigue Bayala (1981- ), avocat et homme politique burkinabè.
- Firmin Boubié Bazié, plus connu sous son nom de scène Agozo, chanteur du Burkina Faso, y est né.